# Ranesjaure
Ranesjaure är en sjö i Jokkmokks kommun i Lappland och ingår i Råneälvens huvudavrinningsområde. Sjön har en area på 0,0733 kvadratkilometer och ligger 385,1 meter över havet.

## Delavrinningsområde
Ranesjaure ingår i det delavrinningsområde (740237-171901) som SMHI kallar för Mynnar i Skaitebäcken. Medelhöjden är 369 meter över havet och ytan är 13,12 kvadratkilometer. Det finns inga avrinningsområden uppströms utan avrinningsområdet är högsta punkten. Vattendraget som avvattnar avrinningsområdet har biflödesordning 4, vilket innebär att vattnet flödar genom totalt 4 vattendrag innan det når havet efter 144 kilometer. Avrinningsområdet består mestadels av skog (74 procent) och sankmarker (24 procent). Avrinningsområdet har 0,23 kvadratkilometer vattenytor vilket ger det en sjöprocent på 1,7 procent.